# 水若酢神社

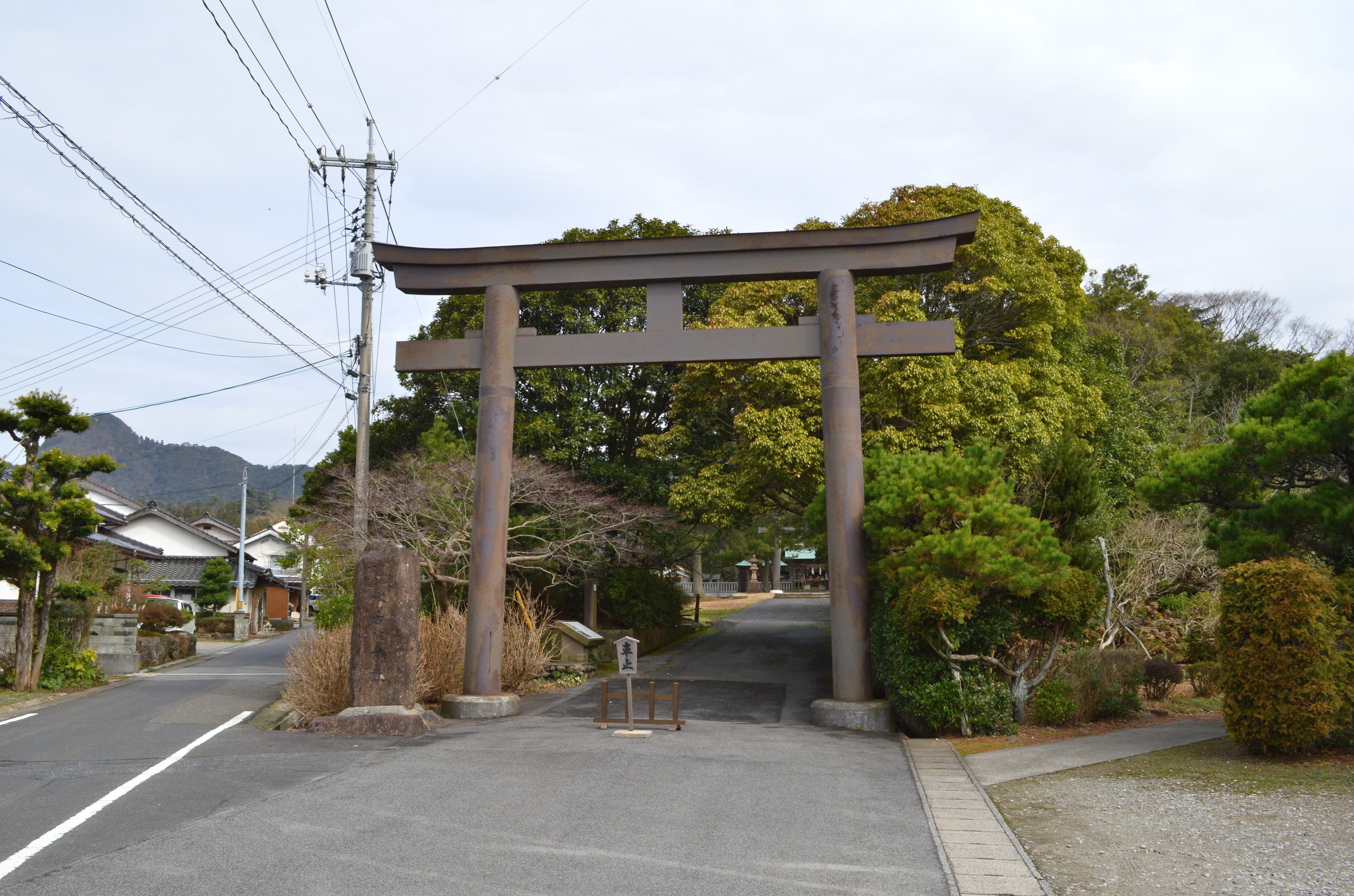
一の鳥居

水若酢神社（みずわかすじんじゃ）は、島根県隠岐郡隠岐の島町郡（こおり）にある神社。式内社（名神大社）、隠岐国一宮。旧社格は国幣中社で、現在は神社本庁の別表神社。神紋は「菊」。

## 祭神
祭神は次の3柱。
主祭神
- 水若酢命（みずわかすのみこと）

配祀神
- 中言命（なかごとのみこと、中言神）
- 鈴御前（すずのごぜん）

### 祭神について

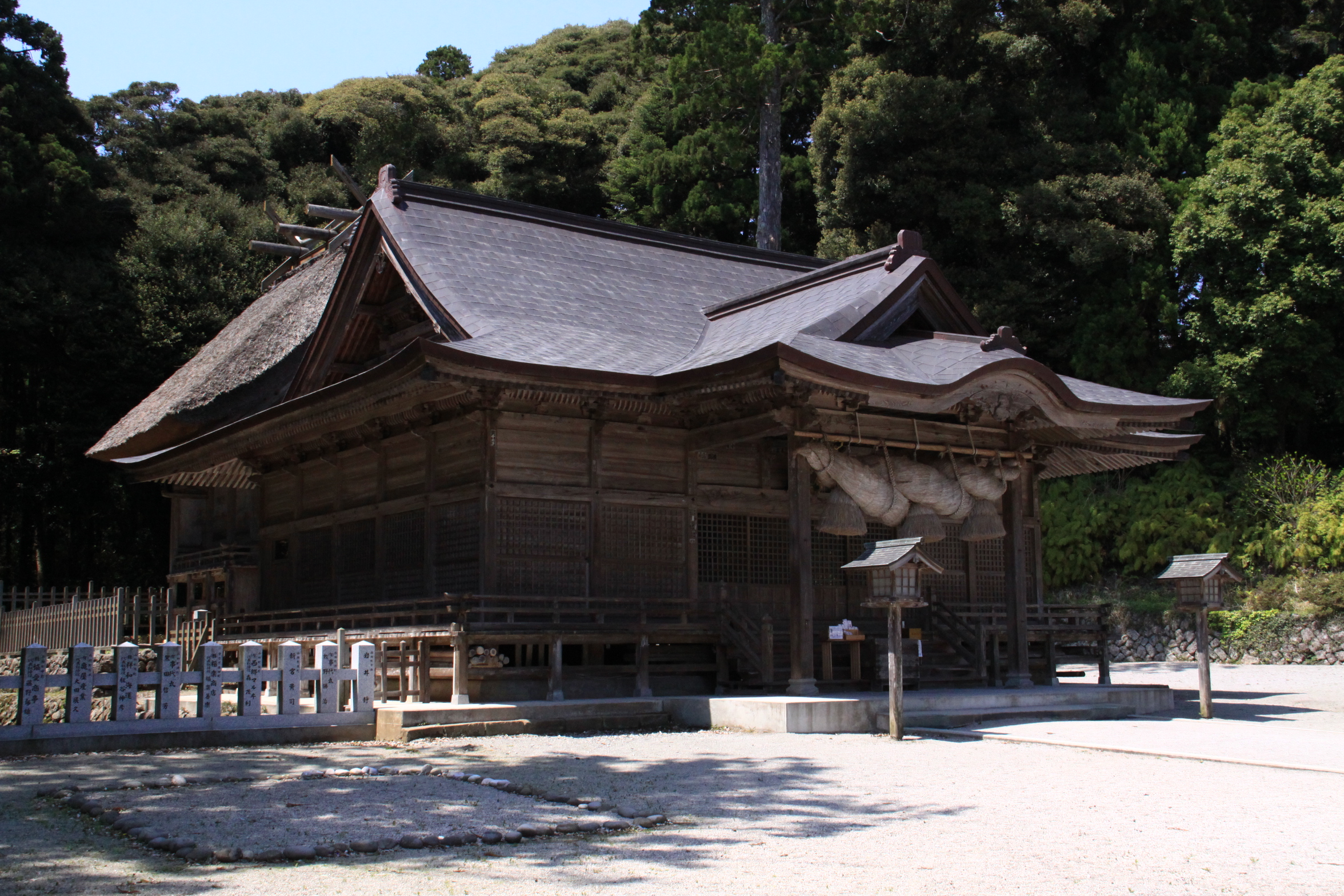
玉若酢命神社（隠岐の島町下西）隠岐国総社。祭神の「玉若酢命」について「水若酢命」との関連性が指摘される。

延長5年（927年）成立の『延喜式』神名帳での祭神の記載は1座。現在は社名を「水若酢神社」とするが、同帳の記載では「水若酢命神社」とあり、祭神が「水若酢命」であることが知られる。この神は『古事記』・『日本書紀』に記載が見えない地方神であるが、由緒を伝える水若酢神社の史料は兵火等で失われているため、詳らかでない。神名の「ミズワカス」のうち、「ミズ」の字義は文字通りの「水」の意とする説や美称の「瑞」の意とする説があって明らかでなく、「ワカス」の字義も明らかでない。『延喜式』神名帳では隠岐国に「玉若酢命神社」の記載も見え、同社の社名と水若酢神社との関連性も指摘される。
他の祭神である中言命・鈴御前の由緒も詳らかでない。確かな史料ではないが、古伝書『伊未自由来記』には美豆別主命（水若酢命）・奈賀命（中言命）・須津姫（鈴御前）の伝承が記されている。なお『隠州視聴合記』では祭神を崇神天皇（第10代天皇）とするが、これは崇神天皇の時代に神が顕現したとする由緒を取り違えたものとされている。

## 歴史

### 創建
水若酢神社では由緒に関する古文書のほとんどが中世期に兵火等で失われているため、創建は詳らかでない。『隠州記』（貞享5年（1688年）著）の伝承では、崇神天皇（第10代）の時に神が海中から伊後の地に上がり、白鳩2羽に乗って遷座したとする。また寛政7年（1795年）の文書では、仁徳天皇（第16代）の時に祭神が勧請されたとする。
隠岐島の伝承では、白鳩ではなく白鷺によって神が伊後から捧羽山（ほうばやま、芳葉山）などを経て山田村（隠岐の島町山田）、一宮村宮原（隠岐の島町郡）と移り、さらに江戸時代の洪水の際に現社地の郡村犬町（隠岐の島町郡）に遷座したとする（一宮村宮原以前の遷座年は不詳）。
現社地は「郡」という地名から隠岐国穏地郡の郡家所在地と推測される地域で、境内一帯では隠岐諸島最大級の横穴式石室を有する水若酢神社古墳群の分布も知られる。

### 概史

#### 古代
国史では、『続日本後紀』承和9年（842年）条において、由良比売命神（西ノ島の由良比女神社）・宇受加命神（中ノ島の宇受賀命神社）・水若酢命神（水若酢神社）の3社が官社に預かる旨が記されている。
延長5年（927年）成立の『延喜式』神名帳では隠岐国穏地郡に「水若酢命神社 名神大」と記載され、名神大社に列している。『延喜式』臨時祭の名神祭条でも「水若酢命神社一座」とある。平安時代中期の『和名抄』に見える地名のうちでは、当地は穏地郡河内郷（かむちごう）に比定される。その後は15世紀まで当社のことを記す史料が見つかっておらず、変遷は不詳。

#### 中世
中世期の史料の初見は正長2年（1429年）の「久清書状写」で、「隠州大宮司社領」と見える。また享禄3年（1530年）の史料に「一宮造作」と見えるのを初見として、隠岐国では一宮の位置づけにあった。ただし神官が「大宮司」を称したのは隠岐国で当社だけであることから、先の正長2年の文書をもって一宮の初見とする説もある。しかしながら『隠岐国神名帳』によれば、当社は「正三位 水若酢明神」として正三位の位置づけにあった一方、天健金草神社・玉若酢命神社は正一位の位置づけにあったことから、中世期には地位が低下し名目上の一宮であった可能性も指摘される。
中世の隠岐諸島では、隠岐国守護代である隠岐氏の伸長に伴って隠岐氏・在地勢力の間で対立が強まっており、享禄3年（1530年）の文書では「大宮司謀叛」のことがあって大宮司が代氏に代わったと見える（ただし検討が必要な史料とされる。代氏以前の大宮司は不明）。また『雲陽軍実記』や『陰徳太平記』にも、隠岐清政と在地武士との争いにより隠岐氏が島前・島後を支配するようになった旨が見えており、隠岐氏との争いの中で水若酢神社の大宮司が没落したのは事実とされる。天正5年（1577年）の文書では代民部助の一宮大宮司職への補任の旨が見え、大宮司職は続けて代氏によって継承されている。

#### 近世
江戸時代に入り、寛永15年（1638年）の文書では、慶長4年（1599年）の作分70石余および吉川氏時代の寄免分30石が山田村・郡村・苗代田村にある旨や、社領が10石である旨、大宮司が忌部正景である旨が見える。貞享5年（1688年）の『増補隠州記』では「一宮明神」について、一宮村にある旨と、社領10石である旨が記されている。一宮村での旧鎮座地は山田川・郡川の合流地付近とされ、寛文7年（1667年）の『隠州視聴合記』にも「一宮の神祠は田園の中に在り」と見える。
延宝4年（1676年）には洪水で社殿が流失し、延宝6年（1678年）にそれまでの一宮村から郡村に遷座したとされる。寛政7年（1795年）には現在の本殿（国の重要文化財）が造営された。
江戸時代後期には、大宮司の忌部正興が『凶年蔵土穂』において松江藩政に対する批判を行なっている。また幕末期には、国学者の中西毅男が境内に私塾「膺懲館」を設けて尊皇攘夷を唱え、それが発展して忌部正弘が正義党を率いて隠岐騒動を指導している。

#### 近代以降
明治維新後、社号を「水若酢神社」と定めるとともに、明治4年（1871年）に近代社格制度において国幣中社に列した。
戦後は神社本庁の別表神社に列している。

### 神階
- 正三位 （『隠岐国神名帳』） - 表記は「水若酢明神」。

## 境内
現社地は、江戸時代前期の延宝6年（1678年）以来の鎮座とされる。その際の鎮座地の選定は神獣の白鷺が当地の松に止まったことによるといい、境内の二の鳥居付近にはその「明神の松」が生育していたが、昭和46年（1971年）に枯死している。

### 社殿

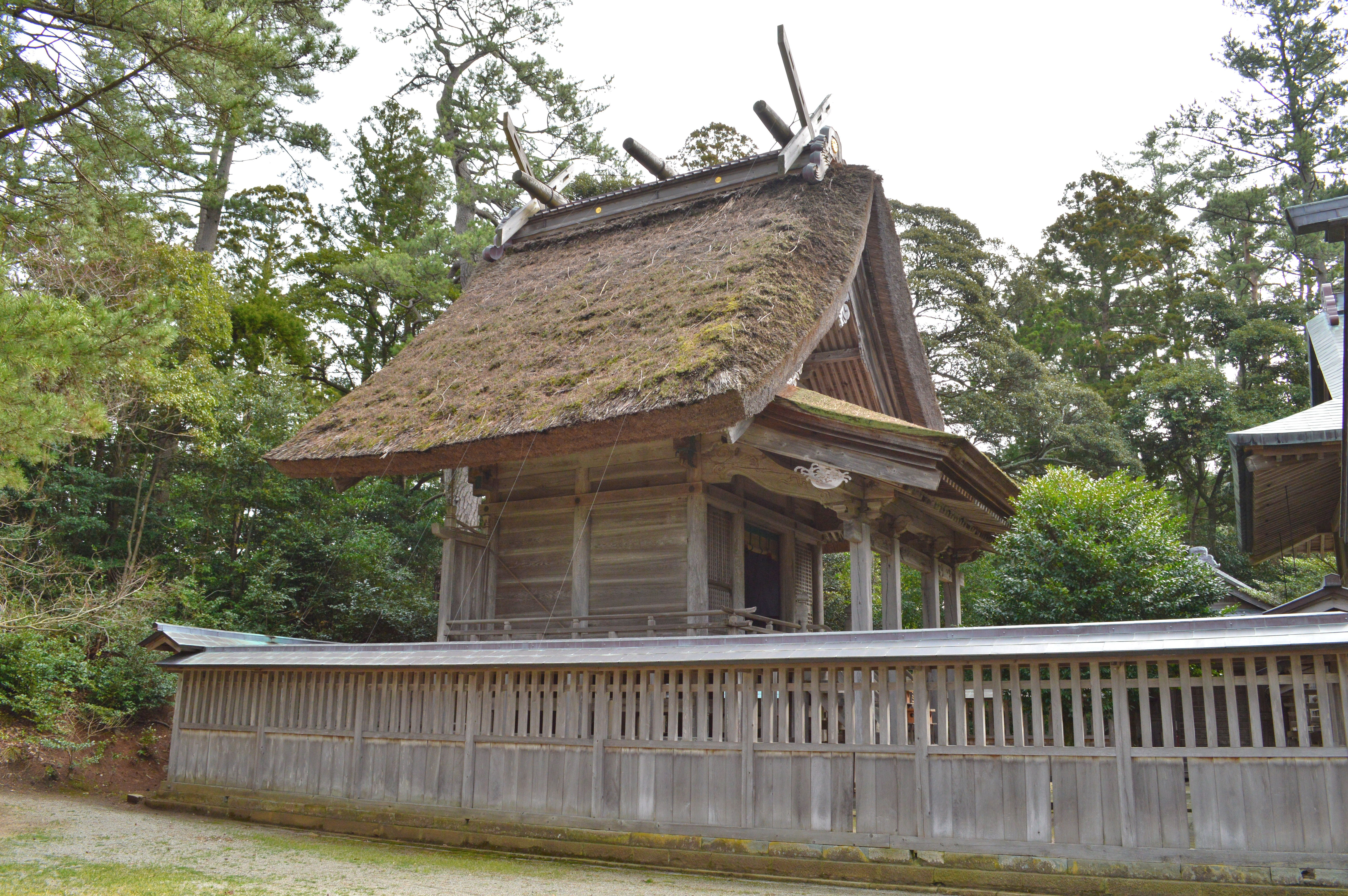
本殿（国の重要文化財）

社殿のうち本殿は、江戸時代の寛政7年（1795年）の造営。身舎（もや）は切妻造妻入で、桁行（側面）二間、梁間（正面）三間の大規模な建築になる。屋根は茅葺で、棟には千木・鰹木を置き、身舎前面には片流れ・栃葺の庇を付す。身舎内部は前一間を外陣、後一間を内陣とし、外陣・内陣とも畳敷きで、内陣奥に神体を納める厨子が据えられている。この本殿は「隠岐造（おきづくり）」と称される独特な神社建築様式で、その造営に係る棟札・普請文書もよく残されていることから、本殿および棟札・普請文書（附指定）は国の重要文化財に指定されている。
本殿前に建てられている拝殿は、大正元年（1912年）の造営。拝殿に掲げられる「隠岐州 第壹宮」銘の扁額は、明和9年（1772年）に幕府巡見使として当地に至った佐久間東川の書による。拝殿前の随神門は、文化8年（1811年）の造営になる。
なお、水若酢神社本殿と同様の隠岐造の建物は、玉若酢命神社本殿（隠岐の島町下西、寛政5年（1793年）造営、国の重要文化財）・伊勢命神社本殿（隠岐の島町久見、天保12年（1841年）造営、隠岐の島町指定文化財）などでも知られるほか、一間四方の小規模な隠岐造の社殿は隠岐諸島の各地に伝わる。

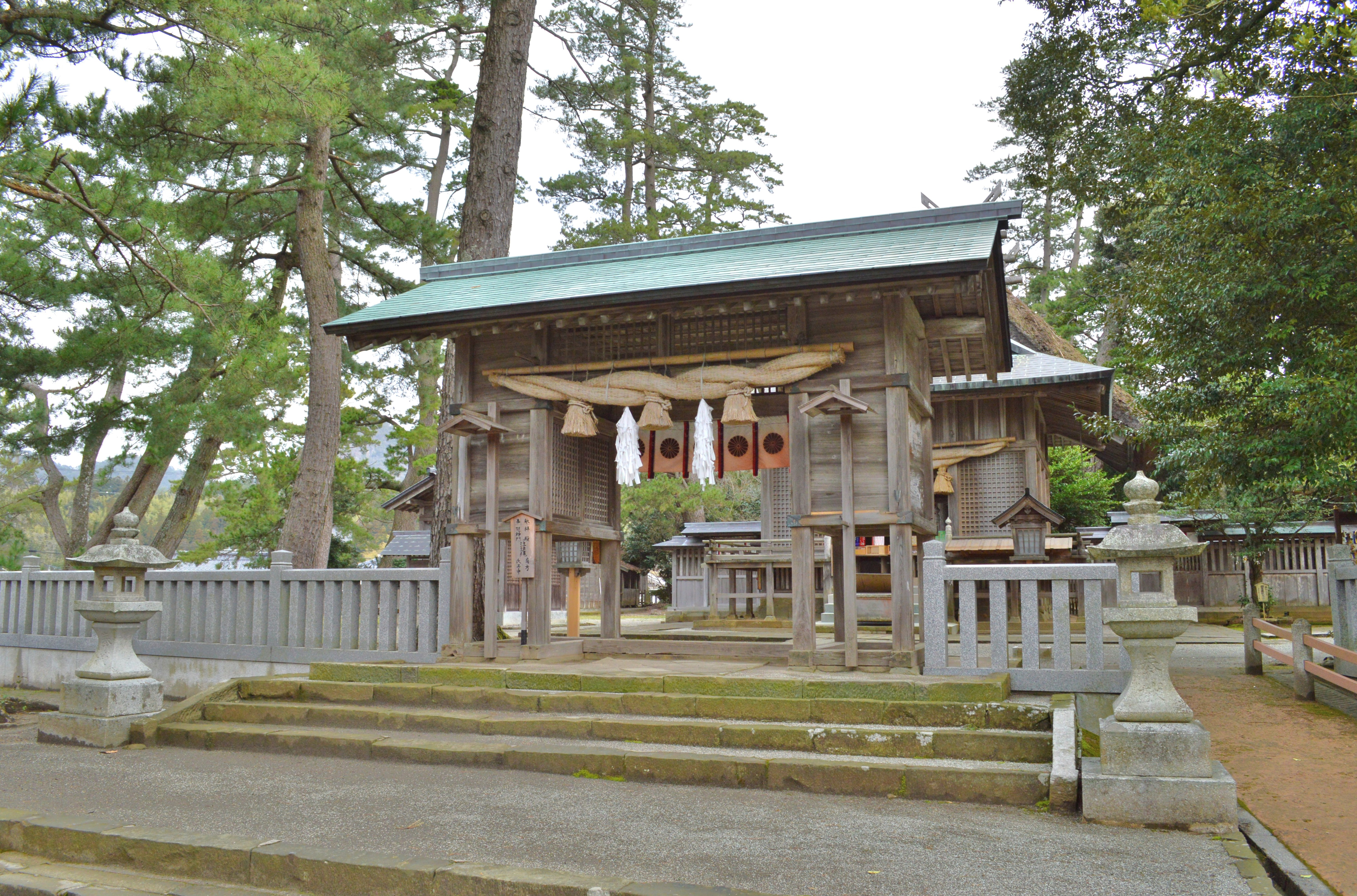
随神門
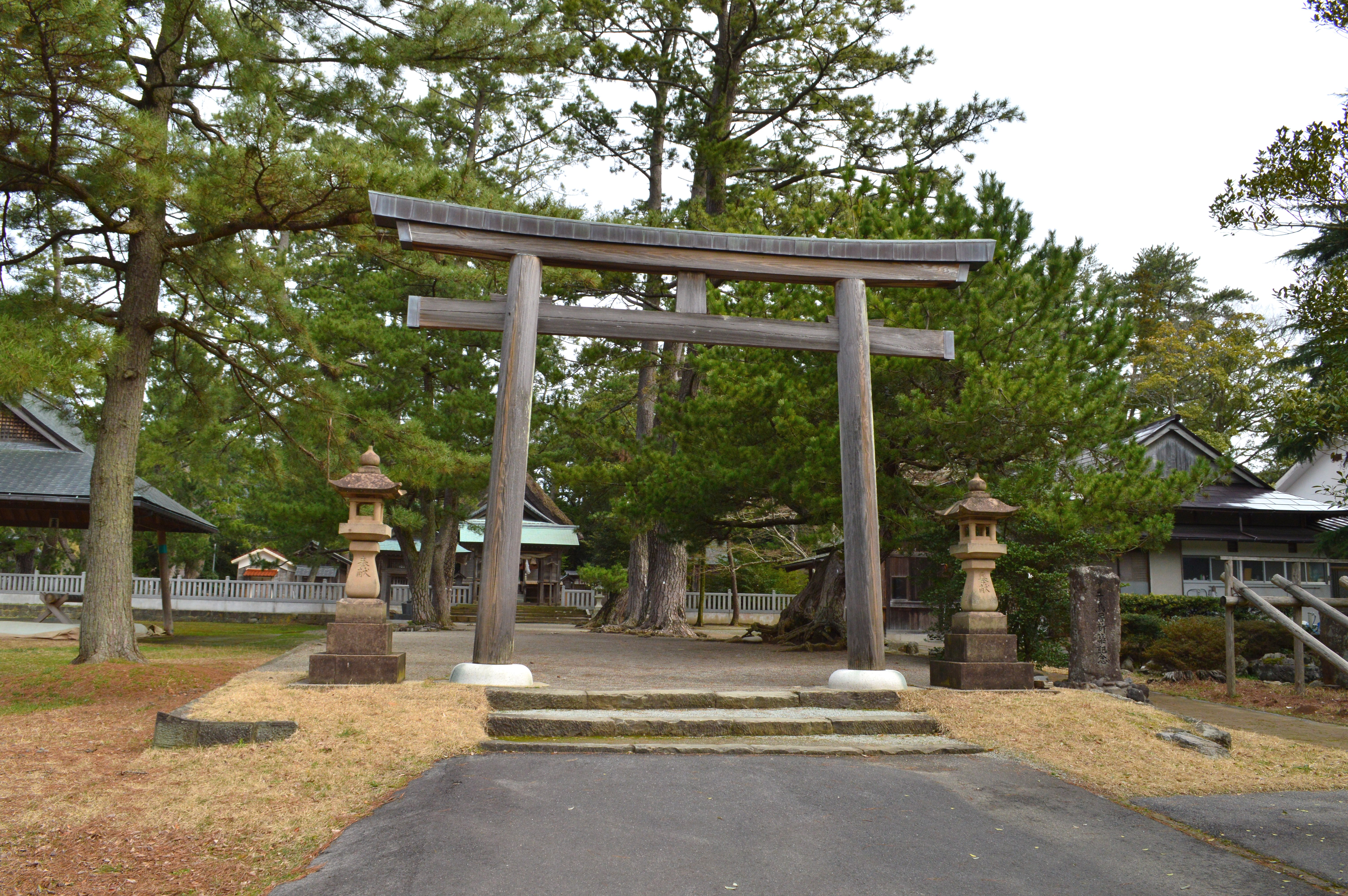
二の鳥居

### 水若酢神社古墳群

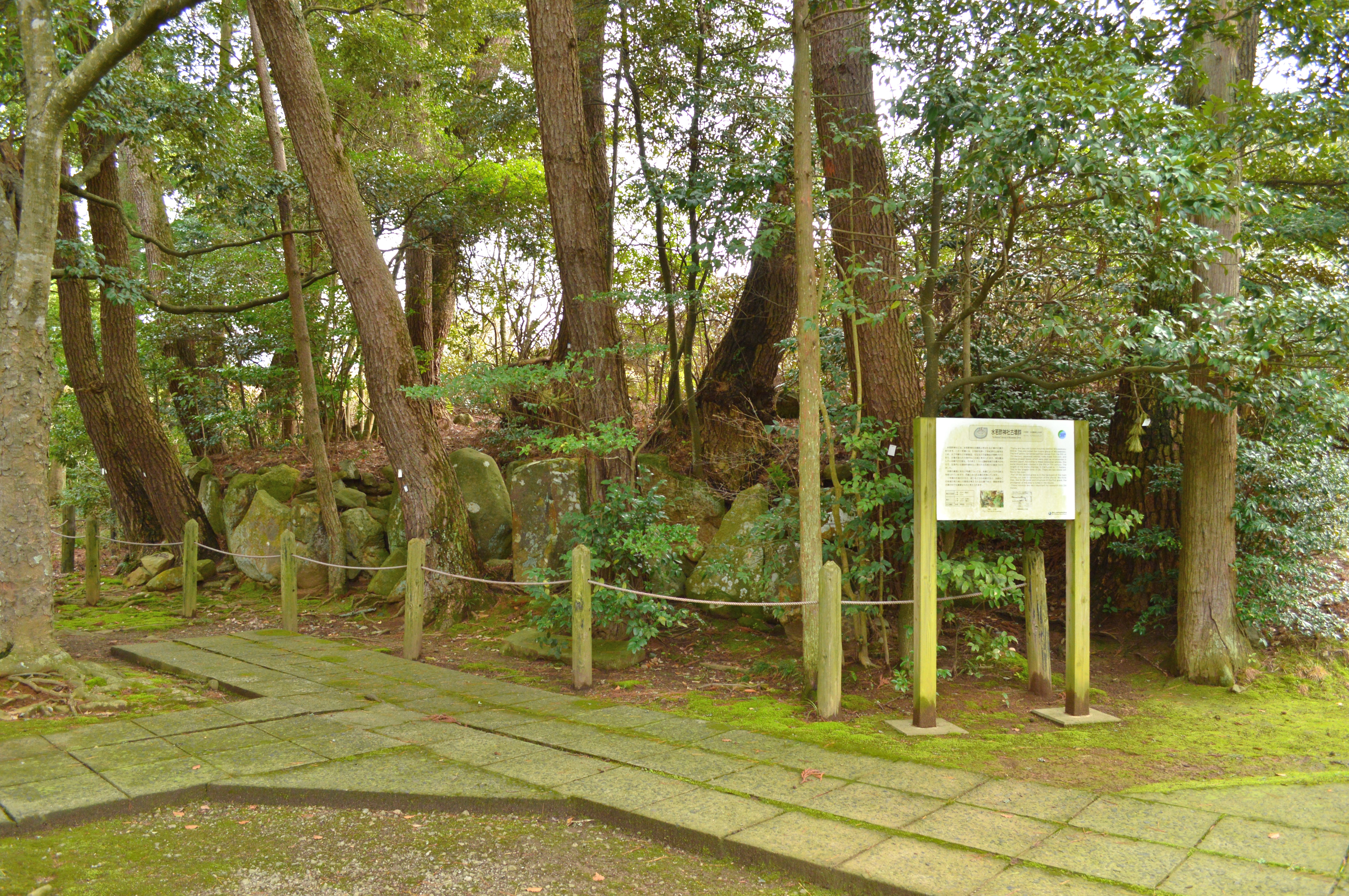
水若酢神社1号墳 石室

水若酢神社の境内一帯には水若酢神社古墳群（または姿だわ古墳群）と称される古墳時代後期の古墳群が分布する。かつては数基の古墳があったというが、現在は次の2基のみを遺存する。
1号墳
社殿東方に位置する。現在では封土が失われており、墳形は不明。埋葬施設は横穴式石室で、現在は地表に露出するが、石室全長が約11メートルと隠岐諸島では最大級の規模になる。この石室内部では石棺2基のほか、鉄製品（太刀・鍬など）・勾玉などの副葬品が検出された。また、6世紀中頃-7世紀頃の土器も出土している。
2号墳
社殿裏に位置する。直径約20メートル、高さ2.5メートルの円墳と推定される。詳細は明らかでない。

## 祭事
水若酢神社で年間に行われる主な祭事は次の通り。
- 元旦祭 （1月1日）
- 祈年祭 （2月17日）
- 例大祭 （5月3日）
かつては旧暦3月3日に斎行された。現在では特に隔年（西暦偶数年）に催される祭礼風流（さいれいふうりゅう）が知られる。この祭礼風流では、「蓬莱山」と呼ばれる山車を御旅所まで曳く「山曳き神事」や、御旅所で巫女舞・一番立・獅子舞・大楽・流鏑馬といった各種神事が催される。そのうち「山曳き神事」は、社殿流失に伴う再建時の用材曳きに由来するといわれる。この祭礼風流は「隠岐三大祭」の1つに数えられるほか、島根県指定無形民俗文化財に指定されている[18][6][19]。
- 中祭 （6月16日）
- 新嘗祭 （11月3日）
- 御座更祭 （11月6日）
- 御座入祭 （12月6日）
- 除夜祭 （12月31日）

## 文化財

### 重要文化財（国指定）
- 本殿（附 棟札8枚、普請文書6冊）（建造物） - 江戸時代後期、寛政7年（1795年）の造営。平成4年（1992年）1月21日指定[12]。

### 島根県指定文化財
- 無形民俗文化財
  - 水若酢神社祭礼風流 - 昭和48年（1973年）3月30日指定[18]。

## 現地情報
所在地
- 島根県隠岐郡隠岐の島町郡723

交通アクセス
- 西郷港から隠岐一畑バスで「水若酢神社前」バス停下車（乗車時間約40分） - 本数は僅少。

周辺
- 隠岐郷土館
- 五箇創生館

## その他

### ドキュメンタリー
- NHK特集「熱戦！隠岐 徹夜相撲」（1983年12月23日、NHK）[20]